# Енбекбирлик
Енбекбирлик (каз. Еңбекбірлік) — село в Зерендинском районе Акмолинской области Казахстана. Входит в состав Чаглинского сельского округа. Код КАТО — 115659400.

## География
Село расположено на центре района, в 20 км на северо-восток от центра района села Зеренда, в 20 км на юго-восток от центра сельского округа села Шагалалы.

### Улицы[2]
- ул. Булак.

### Ближайшие населённые пункты
- аул Ескенежал в 2 км на севере,
- село Койсалган в 8 км на юго-востоке,
- аул Желтау в 10 км на востоке,
- село Серафимовка в 11 км на юго-западе.

## Население
В 1989 году население села составляло 113 человек (из них казахов 100%).
В 1999 году население села составляло 98 человек (49 мужчин и 49 женщин). По данным переписи 2009 года, в селе проживали 73 человека (36 мужчин и 37 женщин).
| Численность населения | Численность населения | Численность населения |
| 1989                  | 1999                  | 2009                  |
| --------------------- | --------------------- | --------------------- |
| 113                   | ↘98                   | ↘73                   |